# Clemens Lischka
Clemens „Clemento“ Lischka (* 15. November 1953 in Wuppertal) ist ein deutscher Musikpädagoge, Mediengestalter, Komponist und Autor.

## Leben und Wirken
Lischka absolvierte seine Schulzeit am Kölner Apostelgymnasium und schloss 1974 mit Abitur ab. Nach dem Zivildienst bei der Johanniter-Unfall-Hilfe immatrikulierte er sich an der Philosophischen Fakultät der Universität zu Köln sowie im Fachbereich Schulmusik an der Musikhochschule Köln.
Als Jazzmusiker spielte Lischka in wechselnden Besetzungen und Jazz-Formationen. Mitte der 1970er-Jahre kam es auch zu einem fakultätsübergreifenden Fusion-Projekt Jazz meets Folk mit dem Kölner Bandleader, Songwriter-Singer und Gitarristen Winfried Bode. Ab 1984 arbeitete Lischka als Redakteur beim Magazin Keyboards im Ressort Klassik Piano. Sein Engagement für eine Liberalisierung der Klavierdidaktik der akademischen Tradition und sein Eintreten für eine berufsergänzende Ausbildung zum Freizeitpianisten polarisierte die Leserschaft seiner Artikel. Seine Unterrichtserfahrungen im Großraum Köln flossen in die Edition des fünfbändigen Klavierlehrwerkes Der Tastenlöwe.
Seit dem Jahr 2000 ist Lischka unter dem Künstlernamen Clemento als Autor-Komponist aktiv, nachdem er schon 1990 gemeinsam mit dem Kölner Komponisten Oliver Niemöller an einem Rock-Musical-Projekt gearbeitet hatte. Anfang 2000 absolvierte er eine Umschulung zum Drehbuchautor und Filmregisseur. Clemens „Clemento“ Lischka hat bis heute ca. 100 Songs sowie zahlreiche Film-/Bühnen-Werke verfasst, zu denen er vielfach auch die Musik komponierte.

## Lehrwerk
- Der Tastenlöwe – Grundstufe – Ein spielerischer Einstieg in die Klaviermusik für junge Pianisten und Keyboarder. Leu-Verlag Wolfgang Leupelt, Bergisch Gladbach 1993, ISBN 3928825348.
- Der Tastenlöwe, Band 1. Grundstufe. Für junge Pianisten und Keyboarder. ISBN 978-3-928825-34-4
- Der Tastenlöwe, Band 2. Aufbaustufe, konzipiert nach dem aufbauenden Klavierschul-Standardmodell. ISBN 978-3-928825-41-2
- Der Tastenlöwe, Band 3. Klassik-Standards ISBN 978-3-928825-42-9
- Der Tastenlöwe. Repertoire-Buch Klavier ISBN 978-3-89775-030-2

## Veröffentlichungen
Clemens Lischka war Autor der Kolumne „Klassik Piano“ im Magazin Keyboards. Seine Videos, Klavier-Performances und Kompositionen werden in der Regel auf YouTube veröffentlicht.